# Metallolophia
Metallolophia is een geslacht van vlinders van de familie spanners (Geometridae), uit de onderfamilie Geometrinae.

## Soorten
- M. albescens Inoue, 1992
- M. arenaria Leech, 1889
- M. devecisi Herbulot, 1989
- M. ocellata Warren, 1897
- M. opalina Warren, 1893
- M. subradiata Warren, 1897
- M. vitticosta Walker, 1860